# SO Soest
Sportorganisatie Soest (SO Soest) is een van oorsprong rooms-katholieke voetbalvereniging in Soest, die is opgericht op 9 mei 1926. Het eerste elftal van de club speelt in de Derde klasse zaterdag (seizoen 2024/25). De club speelt op sportpark Bosstraat-Oost.
De vereniging had aan het begin van het seizoen 2024/2025 meer dan 1000 leden. Bij de voetbalvereniging zijn diverse disciplines mogelijk. Senioren, jeugd (jongens en meisjes), dames (veld- en zaalvoetbal) en (G-voetbal) SO Soest is traditioneel een zondagclub, voor recreatieteams is het mogelijk om in het zaterdagvoetbal te spelen. Vanaf het seizoen 2024/25 speelt het eerste elftal van SO Soest in de zaterdagcompetitie.

## Historie
Oprichter was kapelaan Schaepman die de vereniging in 1926 oprichtte als katholieke tegenhanger voor de openbare verenigingen "Soest" en "Esvac" (zie SEC). De eerste naam van de vereniging was "de Ploeg" genoemd naar het gemeentewapen van de gemeente Soest.
In 1932 werd de naam veranderd in "Be Quick". Deze vereniging fuseerde in 1945 met "DIOS" (Door Inspanning Ontspanning Soestdijk). De naam van de fusieclub werd BDC (Be Quick DIOS Combinatie). In die jaren werd er binnen BDC ook handbal bedreven. De Soester handbalclub BDC is indertijd afgescheiden van de voetbaltak.
In 1970 wijzigde de naam in SO Soest (Sportorganisatie Soest). De Rooms-katholieke principes waren inmiddels uit de statuten verdwenen. Toenmalig voorzitter Herman Ankoné wilde een omnivereniging van de voetbalclub maken, waar behalve voetbal ook atletiek beoefend werd. De atletiekvereniging is in 1983 zelfstandig verdergegaan als AV Pijnenburg.
Van 1999 tot 2002 speelde SO Soest in de Hoofdklasse van het zondagamateurvoetbal, destijds de hoogste amateurklasse.

## Oud-leden en prominente leden
Een van de oud-trainers van SO Soest is voormalig bondscoach Jan Zwartkruis (1926-2013). In de periode 1971-1978 was hij hoofdtrainer bij de club. Jan Stroomberg(1954-2014) oud-prof van FC Utrecht en Excelsior was in de periode 1990 - 1993 hoofdtrainer. Robert Roest, die onder meer speelde bij FC Utrecht, Fortuna Sittard en AGOVV komt ook bij SO Soest vandaan. De oud-prof bouwde van 2006 tot en met 2008 af in het eerste elftal van de blauw-witten. Jasper Kok voormalig speler van RKC en Ajax voetbalde vanaf het seizoen 2009/2010 een aantal seizoen in het eerste elftal. Tot 2000 was hij jeugdspeler voordat hij de stap naar de profs maakte. Bas Dreef verruilde als 13-jarige de club voor de profclub Ajax. Na Ajax speelde hij onder meer voor de profclubs Top Oss en RKC. Dreef keerde vanaf 2010 terug bij SO Soest. In mei 2014 nam hij met promotie naar de eerste klasse afscheid als actief speler.
Gerrit Plomp was in de seizoenen 2017/2018 en 2018/2019 de hoofdtrainer van SO Soest. Plomp voetbalde als prof onder meer voor FC Utrecht, Feyenoord en Jong Oranje.
Lucia Akkerman speelde in de seizoenen 2011-2012 en 2012-2013 bij SO Soest alvorens zij naar SC Heerenveen ging. Na Heerenveen verhuisde Lucie naar PSV en vervolgens naar Ajax. Ook speelde ze meerdere wedstrijden met Oranje O19, waarmee ze in 2015 Europees Kampioen werd.
In 1980, toen SO Soest nog een atletiekafdeling had deed SO Soest-atleet Marcel Klarenbeek mee aan de Olympische Spelen in Moskou. Klarenbeek maakte deel uit van de estafetteploeg 4x400 meter. In 1979, 1980 en 1982 werd Klarenbeek Nederlands kampioen op verschillende hardlooponderdelen.
Andere spelers die zowel bij SO Soest als in het betaalde voetbal hebben gespeeld zijn Marcel van der Lugt (SC Gooiland), Peter Visee (SC Amersfoort), Ton Wolfsen (Go Ahead Eagles, SC Amersfoort), Peter Heemskerk (FC Wageningen), Hilmi Mihci (onder meer FC Den Bosch en De Graafschap), Dennis Heijkamp (Helmond Sport), Nico Verburg (FC Haarlem), Casper Nelis (Ajax en Willem II) en Mustafa Aksit (NAC en RBC Roosendaal).
Gerdo Kuenen is de speler die de meeste wedstrijden in het eerste elftal heeft gespeeld. De spits speelde, met uitzondering van één seizoen, vanaf 1998 tot en met 2015 in het vlaggenschip van SO Soest. Hij speelde meer dan 350 wedstrijden en maakte in die wedstrijden meer dan 150 doelpunten voor "de Blauwe Leeuwen".
Robbert Meeder presentator bij de NOS, waarvoor hij op NPO Radio 1 de programma's Langs de Lijn En Omstreken en Radio Tour de France maakt, was actief als jeugdleider en jeugdtrainer bij SO Soest.

## Prestaties eerste elftal
De Ploeg
- 1926: Eerste afdeling RK voetbalbond

Be Quick
- 1933: Kampioenschap: promotie naar de 1e klas van de R.K: Bond
- 1941: Kampioenschap 2e  klasse onderafdeling, promotie naar 1e  klasse onderafdeling

BDC
- 1950:  Kampioenschap 1e klasse onderafdeling, promotie naar 4e Klasse KNVB
- 1951:  Degradatie naar de 1e klasse onderafdeling
- 1957:  Degradatie naar de 2e klasse onderafdeling
- 1960:  Kampioenschap 2e klasse onderafdeling, promotie naar de 1e klasse onderafdeling

SO Soest
- 1974:  Kampioenschap 1e klasse onderafdeling, promotie naar de 4e Klasse KNVB
- 1981:  Kampioenschap 4e Klasse KNVB , promotie naar de 3e Klasse KNVB
- 1990:  Periodekampioen. Uitgeschakeld in finale nacompetitie door Argon
- 1994:  Kampioenschap 3e Klasse amateurvoetbal , promotie naar de 2e Klasse amateurvoetbal
- 1995:  Periodekampioen. Uitgeschakeld in finale nacompetitie door ZAP
- 1998:  Kampioenschap 2e Klasse amateurvoetbal , promotie naar de 1e Klasse amateurvoetbal
- 1999:  Kampioenschap 1e Klasse amateurvoetbal, promotie naar de Hoofdklasse amateurvoetbal
- 2001:  5e plaats in eindrangschikking zondag Hoofdklasse A
- 2002:  Degradatie naar de 1e Klasse amateurvoetbal
- 2003:  Degradatie naar de 2e Klasse amateurvoetbal
- 2004:  Kampioen nacompetitie. Promotie naar de 1e Klasse amateurvoetbal
- 2005:  Degradatie naar de 2e Klasse amateurvoetbal, verlies in nacompetitie
- 2007:  Periodekampioen. Uitgeschakeld in nacompetitie door De Zouaven
- 2009:  Degradatie naar de 3e klasse amateurvoetbal
- 2010:  Kampioenschap 3e klasse amateurvoetbal, promotie naar de 2e klasse amateurvoetbal
- 2011:  Periodekampioen. Uitgeschakeld in nacompetitie door De Kennemers
- 2013:  Periodekampioen. Uitgeschakeld in nacompetitie door SDO Bussum en in de herkansingsfinale door Foresters
- 2014:  Kampioenschap 2e klasse amateurvoetbal, promotie naar de 1e klasse amateurvoetbal
- 2017:  Degradatie naar de 2e klasse amateurvoetbal, uitgeschakeld in nacompetitie door LSVV
- 2018:  Periodekampioen. Uitgeschakeld in nacompetitie door De Spartanen
- 2019:  Periodekampioen. Uitgeschakeld in nacompetitie door Kolping Boys
- 2022:  Periodekampioen. Uitgeschakeld in nacompetitie door VIOS-W
- 2024:  Degradatie naar de 3e klasse amateurvoetbal, uitgeschakeld in nacompetitie door Hooglanderveen

## Competitieresultaten 1975–2018
| 3 4H |

| 3 4G |

| 3 4G |

| 2 4G |

| 5 4G |

| 3 4G |

| 1 4G |

| 7 3C |

| 7 3D |

| 3 3D |

| 5 3D |

| 4 3D |

| 7 3D |

| 7 3D |

| 6 3D |

| 5 3D |

| 6 3D |

| 4 3D |

| 4 3C |

| 1 3C |

| 3 2B |

| 9 2B |

| 10 2B |

| 1 2B |

| 1 1A |

| 12 A |

| 6 A |

| 14 A |

| 12 1A |

| 2 2B |

| 10 1A |

| 8 2B |

| 2 2B |

| 5 2B |

| 11 2B |

| 1 3D |

| 7 2B |

| 4 2B |

| 5 2B |

| 1 2B |

| 9 1A |

| 8 1A |

| 11 1A |

| 3 2B |

| - 2B |

| Hoofdklasse | Eerste klasse | Tweede klasse | Derde klasse | Vierde klasse |

In elke staaf van de grafiek staat van boven naar beneden vermeld: 
- Eindnotering

Dit is de positie die de club heeft bereikt in de competitie, zonder eventuele beslissings-, play-off- of nacompetitiewedstrijden die nodig zijn geweest om bijvoorbeeld de kampioen van de competitie te bepalen.
Indien een * achter het getal staat is de notering een tussenstand en kan het zijn dat de notering niet overeenkomt met de uiteindelijke eindstand van de competitie.
Staat er een - dan is het seizoen nog bezig en is er geen definitieve uitslag bekend.
Staat er xx op de positie van de notering, dan heeft de club vroegtijdig de competitie verlaten. Dit kan onder andere komen door terugtrekking van het team, faillissement van de club of door een uitgedeelde straf van de KNVB. In veel gevallen staat elders in het artikel de reden vermeld.
Staat er een ? dan is het resultaat uit het verleden onbekend, en is alleen de competitie of het niveau bekend van dat seizoen.
In de seizoenen 2019/20 en 2020/21 werd wegens de coronacrisis het amateurvoetbal afgebroken. Daardoor kennen deze staven geen eindklassering (middels -- weergegeven).
- Competitieniveau en afdelingsletter of Officiële eindstand Eredivisie
  - Competitieniveau en afdelingsletter

Hierbij geeft het getal het niveau weer, dat ook terug te vinden is in de legenda. De letter is de afdelingsaanduiding en wordt gebruikt wanneer er meer afdelingen zijn op hetzelfde niveau. De afdelingsletter is altijd een hoofdletter en wordt meestal zonder nummer gebruikt.
Voorbeeld: 2F is niveau 2e klasse competitie F.
Het competitieniveau en nummer wordt niet vermeld wanneer er slechts één competitie van dit niveau was.
  - Officiële eindstand Eredivisie (getal staat tussen haakjes vermeld)

Sinds de introductie van play-offwedstrijden voor Europees voetbal na afloop van de reguliere competitie in 2005/06, is de KNVB verplicht een eindstand van de Eredivisie door te geven aan de UEFA aan de hand van deze play-offwedstrijden.
Bij deze eindstand staan clubs die zich hebben gekwalificeerd voor Europees voetbal hoger dan clubs die zich niet wisten te kwalificeren. Indien er geen verschil was tussen de eindnotering en de officiële eindstand, staat dit getal niet vermeld.

- Onderafdeling

Hier staat afgekort de naam van de onderafdeling indien de club in dat jaar in een onderafdeling uitkwam. Tevens staat deze afkorting in de legenda en wordt gelinkt naar het artikel over deze onderafdeling. Deze afkorting wordt alleen vermeld wanneer de club in het verleden in verschillende onderafdelingen heeft gespeeld. Deze vermelding is in de staaf altijd in kleine letters. Deze onderafdelingen zijn na het seizoen 1995/96 afgeschaft. Heeft de club in slechts één onderafdeling gespeeld, dan is dit alleen terug te vinden in de legenda.
Onder de staaf staat het jaartal vermeld waarin het seizoen is afgesloten. 15 verwijst naar het seizoen 2014/15 of eventueel het seizoen 1914/15.
Wanneer een staaf leeg is, zijn deze gegevens niet bekend. Het kan ook zijn dat de club dat seizoen niet heeft meegespeeld op het hogere amateurniveau, vroegtijdig de competitie heeft verlaten of uit de competitie is gezet.

In het seizoen 1944/45 was er wegens de Tweede Wereldoorlog geen regulier competitievoetbal.

## Bekende (oud-)spelers
- Lucie Akkerman
- Conner Blöte

## Trivia
- In de speelfilm In Oranje (2004) zijn enkele scènes te zien die op het complex van SO Soest zijn opgenomen.

## Voetbal in Soest
Naast SO Soest zijn er vier andere voetbalclubs in de gemeente Soest: VVZ'49, SEC en Hees; in het dorp Soesterberg is voetbalvereniging VV 't Vliegdorp.